# مهدکودک بابا
مهدکودک بابا (به انگلیسی: Daddy Day Care) فیلمی ۹۲ دقیقه‌ای به کارگردانی استیو کار با بازی ادی مورفی و لیلا آرچری محصول کشور ایالات متحده آمریکا است.

## خلاصه
دو مرد که از کار بی‌کار شده‌اند باید در خانه بمانند و از بچه‌هایشان مراقبت کنند تا زمانی که کاری پیدا کنند ولی آنها تصمیم می‌گیرند که یک محل برای نگه داری بچه‌ها باز کنند…